# Batalha de Malta (1283)

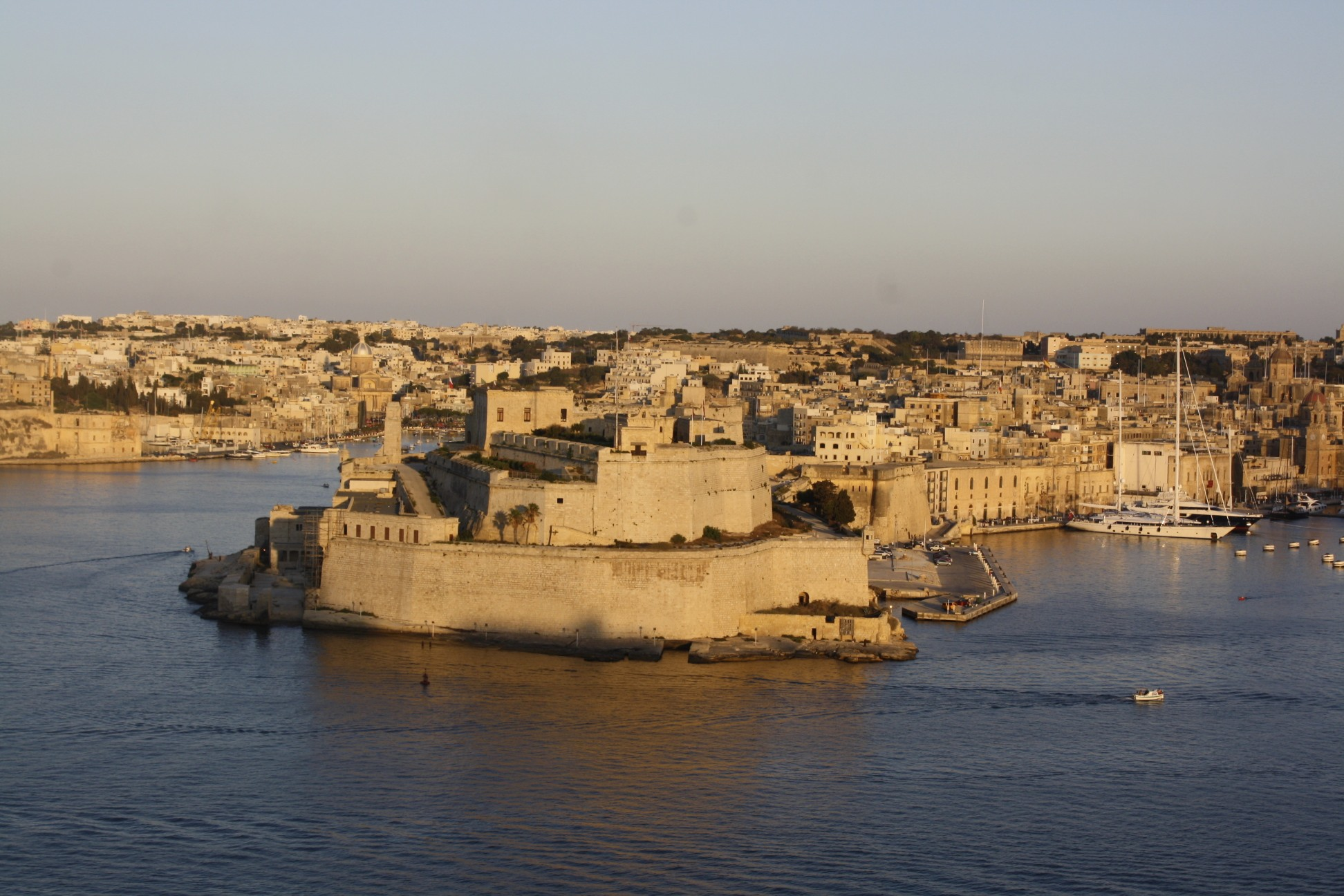
O Castello del Mare (atual Forte Saint Angelo), visto de Valletta. O castelo passou por muitas reformas e remodelações desde o século XIII.

A Batalha de Malta ocorreu em 8 de julho de 1283 na entrada do Grande Porto, o principal porto de Malta, como parte da Guerra das Vésperas Sicilianas. Uma frota de galés aragonesas, comandada por Rogério de Lauria, atacou e derrotou uma frota de galés angevinas comandadas por Guillaume Cornut e Bartholomé Bonvin.
Os navios angevinos chegaram primeiro a Malta e passaram a socorrer a guarnição angevina, que estava sitiada dentro das muralhas do Castello del Mare. As galeras foram seguidas em perseguição por uma frota aragonesa. Roger de Lauria manobrou facilmente a frota angevina-provençal e destruiu quase todos os navios de Cornut e Bonvin. Lauria então navegou de volta para o norte, fazendo uma demonstração ao largo de Nápoles, invadiu a costa vizinha, atacou e guarneceu Capri e Ischia. A derrota esmagadora forçou Carlos I de Nápoles a adiar seu plano de invadir a Sicília.